# Can Masllorens (carrer Fontanella)
|  | Aquest article tracta sobre l'edifici del carrer de Fontanella d'Olot. Vegeu-ne altres significats a «Can Masllorens». |

Can Masllorens és un edifici noucentista d'Olot (Garrotxa) protegit com a bé cultural d'interès local.

## Descripció
És un edifici de dos pisos i planta baixa. El primer pis té tres balcons, el del mig més gran; el segon pis consta d'un balcó central i dues finestres laterals. Tota la façana està plena de decoració. Sobre els balcons la decoració és clàssica i la que hi ha sobre els balcons laterals és diferent en el primer i segon pis.

## Història
És una de les últimes construccions projectades a Olot d'acord amb els mòduls de depuració classicista que caracteritzen aquesta etapa. El portal i la tanca són de 1928.